# Orthense Poort
De Orthense Poort of Orthenpoort was een stadspoort van 's-Hertogenbosch. Het was een onderdeel van de tweede ommuring van de stad en was daarmee een onderdeel van de vestingwerken.
In totaal hebben twee poorten in 's-Hertogenbosch gestaan met de naam Orthense Poort. De eerste poort stond waar later de Citadel werd gebouwd. De poort verhuisde toen naar het begin van de huidige Citadellaan.
De Brusselse Poort wordt ook de Orthense Poort genoemd, omdat de doorgaande weg vanuit de binnenstad naar Orthen lag.